# Hirne (Krasnodon)
Hirne (ukrainisch Гірне; russisch Горное/Gornoje) ist eine Siedlung städtischen Typs im Osten der ukrainischen Oblast Luhansk mit etwa 60 Einwohnern.
Der Ort gehört administrativ zur Stadtgemeinde der 10 Kilometer östlich liegenden Stadt Krasnodon und ist hier der Siedlungsratsgemeinde Enhelsowe zugeordnet (3 Kilometer nördlich gelegen), die Oblasthauptstadt Luhansk befindet sich 39 Kilometer nordwestlich des Ortes, südlich des Ortes verläuft der Fluss Welyka Kamjanka (Велика Кам'янка).
Hirne wurde 1913 gegründet, trug zunächst den Namen Schacht Nr 3. (шахт № 3-біс) und wurde 1938 zur Siedlung städtischen Typs erhoben. Seit Sommer 2014 ist der Ort im Verlauf des Ukrainekrieges durch Separatisten der Volksrepublik Lugansk besetzt.